# Cosne-Cours-sur-Loire
Cosne-Cours-sur-Loire é uma comuna francesa na região administrativa de Borgonha-Franco-Condado, no departamento Nièvre. Estende-se por uma área de 53,41 km². Em 2010 a comuna tinha 9 987 habitantes (densidade: 187 hab./km²).